# Walter Braun (Fußballspieler)
Walter Braun (* 5. März 1925) ist ein ehemaliger deutscher Fußballspieler. Er spielte 1951/52 für die Berliner BSG Einheit Pankow in der DDR-Oberliga Erstligafußball.

## Sportliche Laufbahn
Zur Saison 1951/52 wurde ohne sportliche Qualifikation die Betriebssportgemeinschaft Einheit Pankow als zusätzliche 19. Mannschaft in die DDR-Oberliga, die höchste Spielklasse im DDR-Fußball, eingegliedert. Damit wurde einer Forderung der DDR-Führung entsprochen, neben der BSG Motor Oberschöneweide eine zweite Ost-Berliner Mannschaft in der Oberliga zu installieren, um das sportliche Renommee der „Hauptstadt der DDR“ zu stärken. In der Vorsaison waren mit der SG Lichtenberg 47 und dem VfB Pankow zwei Ost-Berliner Mannschaften aus der Oberliga abgestiegen. Die Sektion Fußball des VfB Pankow war in die BSG Einheit Pankow eingegliedert worden. Da aber mehrere Spieler des VfB nicht zur BSG wechseln wollten, mussten zahlreiche neue Spieler in die Mannschaft integriert werden, zu denen auch Walter Braun gehörte, der bisher in der viertklassigen Ost-Berliner Landesklasse für die SG Buchholz gespielt hatte. 
Die Saison 1951/52 zeigte, dass die neuformierte Pankower Mannschaft nicht erstligatauglich war. Obwohl 32 Spieler eingesetzt wurden, stand die BSG Einheit frühzeitig als Absteiger fest. Braun wurde erstmals im 10. Oberligaspiel eingesetzt und bestritt danach alle weiteren 27 Punktspiele, in denen er bis auf eine Ausnahme stets als rechter Läufer eingesetzt wurde. Auf dieser Position bestritt er auch das 1952er Endspiel um den DDR-Fußballpokal. Obwohl Pankow das Halbfinalspiel gegen Lok Stendal mit 0:1 verloren hatte, zog die Mannschaft nach einer Disqualifikation Stendals wegen des unerlaubten Einsatzes eines Spielers trotzdem in das Finale ein. Gegen den Vizemeister SG Volkspolizei Dresden war die BSG Einheit jedoch chancenlos und verlor mit 0:3. 
Anschließend spielte Braun bis 1953 mit Einheit Pankow in der zweitklassigen DDR-Liga, danach kehrte er zurück nach Buchholz, wo er noch einige Jahre mit der SG in der drittklassigen Bezirksliga Berlin Fußball spielte. 